# Richsquare Friends Meetinghouse and Cemetery
Richsquare Friends Meetinghouse and Cemetery ist ein historisches Anwesen in Lewisville, und befindet sich im Henry County im US-Bundesstaat Indiana, in den Vereinigten Staaten. Es befindet sich auf South County Road 250 East auf Nummer 5685, und ist heute in Privatbesitz bzw. gehört der Friends of Richsquare Inc. Das Gebäude dient heute als Auditorium und Museum.
Das Anwesen besteht aus einem Friedhof, der zurückgeht auf das Jahr 1832, und einem Bethaus das erst 1895 von der Ordensgemeinschaft errichtet wurde. Die Fläche des Gebäudes beträgt 45 Ar, die Fläche des Friedhofs 72,9 Ar. Die Architektur des einstöckigen Andachtshauses ist im Romanikdesign ausgelegt, wobei nicht bekannt ist, wer der Architekt war. Das Fundament besteht aus Stein mit gelegentlichen Kalksteinschichten und Mörtelfugen. Die Wände sind mit Backstein im Mauerwerksverband errichtet. Die Haupteingangstür wurde 1979 erneuert. Das Dach ist mit Asphalt verarbeitet. Ein weiterer Baustoff ist Beton.
Das Gebäude wurde am 19. April 2006 vom National Register of Historic Places mit der Nummer 06000305 als Denkmal historischer Relevanz aufgenommen.